# MIDI

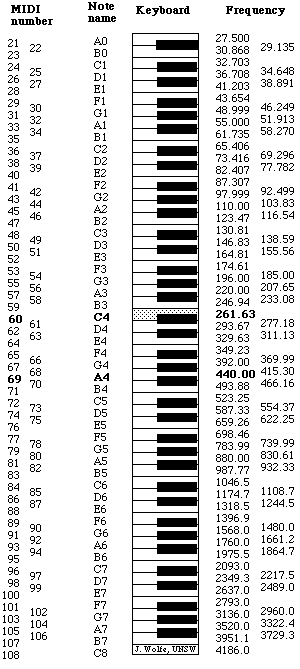
Parametry klawiatury wykorzystanej do tworzenia muzyki w MIDI

MIDI (skrót od Musical Instrument Digital Interface, z ang. „cyfrowy interfejs instrumentów muzycznych”) – system (interfejs, oprogramowanie i zestaw komend) służący do przekazywania informacji pomiędzy elektronicznymi instrumentami muzycznymi.
MIDI umożliwia komputerom, syntezatorom, keyboardom, kartom dźwiękowym i podobnym urządzeniom kontrolować się nawzajem oraz wymieniać informacje między sobą. Pozwoliło także na tworzenie łatwych w obsłudze i programowaniu sekwencerów i syntezatorów perkusyjnych.

## Historia
Standard MIDI został stworzony w 1983 roku w celu ujednolicenia komunikacji cyfrowych syntezatorów. Dzięki niemu możliwe było przejście z epoki „ściany syntezatorów” (Wall of synthesizers) do syntezatorów montowanych na przenośnych rusztowaniach (rack mounted synthetizers), które mogły być kontrolowane z jednej klawiatury, przy współpracy z komputerem.
W czasach przed stworzeniem MIDI komunikacja pomiędzy syntezatorami była rozwiązywana w indywidualny sposób. I tak Klaus Schulze jeszcze na długo przed wprowadzeniem tego standardu używał urządzeń komunikacyjnych specjalnie dla niego skonstruowanych, opierających się na protokole podobnym do MIDI.
Połączenie MIDI pomiędzy dwoma syntezatorami zademonstrowano po raz pierwszy na targach NAMM w 1983 roku. Były to instrumenty Roland JP-6 i Sequential Circuits Prophet 600.
Atari ST było komputerem, który w niespotykany dotąd sposób upowszechnił standard MIDI w domach, zespołach i studiach nagraniowych. Dzięki zastosowaniu dobrej jakości interfejsów, które były montowane standardowo we wszystkich komputerach tej linii, powstało wiele programów pozwalających wykorzystać potencjał nowego systemu. Były to programy profesjonalne i półprofesjonalne, dające szeroki wybór dla różnych odbiorców. Wiele z tych aplikacji jest rozwijana (np. program Cubase).
Dzięki swej cenie komputery Atari ST wykorzystywane były masowo jako sekwencery MIDI w całej Europie oraz w Polsce (lata 80. i 90.). Z racji swej popularności nietrudno odnaleźć największe sławy ówczesnej muzyki, które wykorzystywały ten sprzęt. Atari ST miało niemały wpływ na rozwój i popularyzację standardu MIDI oraz związanego z nim oprogramowania komputerowego.

## Opis

Opis wyprowadzeń gniazda MIDI:
1 – N.C.
2 – GND (masa)
3 – N.C.
4 – Powrót pętli prądowej
5 – Przewód „gorący” pętli prądowej
Uwagi: Pin nr 2 podłącza się jedynie przy MIDI OUT i MIDI THRU

Wraz z rozwojem komputerów osobistych i technologii multimedialnych standard MIDI został zaadaptowany do komunikacji między komputerem a kartą dźwiękową. Pozwoliło to komponować muzykę oraz odtwarzać ją korzystając wyłącznie z komputera (przy użyciu odpowiedniego oprogramowania).
MIDI zawiera standard sprzętu oraz język komend. Informacje przesyłane są za pomocą połączenia szeregowego półdupleks z prędkością 31250 bitów na sekundę. Umożliwia także przesyłanie próbek dźwięku, ale obecnie rzadko wykorzystywane ze względu na powolną transmisję.
Przekazywana jest standardowa informacja składająca się z takich składowych jak: wysokość dźwięku, natężenie dźwięku, modulacja itp. jednocześnie dla 16 kanałów. Ze względu na fakt, że oryginalne MIDI opracowane było dla instrumentów klawiszowych, zakres dźwięków w odniesieniu do dźwięku muzycznego c1 to pięć oktaw powyżej i poniżej włączając w to wszystkie półtony.
Obecnie trwają prace nad przyspieszeniem i rozbudowaniem standardu MIDI.
Rozszerzeniem podstawowego standardu MIDI (GM – General MIDI) było wprowadzenie przez firmę Roland na początku lat 90. standardu GS (General Standard albo General Sound) oraz wprowadzenie standardu XG opracowanego przez firmę Yamaha. Nowe standardy pozwoliły przede wszystkim na powiększenie ilości dostępnych instrumentów (barw i dźwięków) do kilkuset w porównaniu ze 128 instrumentami dostępnymi w podstawowym standardzie MIDI (GM).
Oba standardy (GS i XG) są ogólnie kompatybilne ze standardem GM. Oznacza to, że każdy syntezator GM jest w stanie odtworzyć muzykę zapisaną w standardzie GS lub XG, ale do wiernego odtworzenia wszystkich barw i instrumentów zastosowanych w tej muzyce niezbędne są syntezatory lub moduły dźwiękowe kompatybilne z tymi systemami (np. seria Sound Canvas firmy Roland, czy MU80 i SW1000XG firmy Yamaha).
W 1999 roku wprowadzony został przez MMA nowy, rozszerzony standard MIDI pod nazwą GM2 (General MIDI Level 2). Wszystkie syntezatory kompatybilne z tym standardem mają dostęp do 256 instrumentów poprzez zastosowanie odpowiednich kombinacji kontrolerów cc#0 (Bank Select MSM) i cc#32 (Bank Select LSB).

## Lista kontrolerów MIDI[2]
| Nr       | Opis |
| -------- | --- |
| 0        | Bank Select MSB – wybór banku „z grubsza” (bardziej znaczący bajt)                                                                                        |
| 1        | Modulation – modulacja |
| 2        | Breath controller – sterownik stosowany w symulacji instrumentów dętych                                                                                   |
| 3        | nie zdefiniowany |
| 4        | Foot pedal – pedał nożny |
| 5        | Portamento time – czas efektu portamento |
| 6        | Data Entry MSB – wartość danych „z grubsza” (bardziej znaczący bajt)                                                                                      |
| 7        | Volume – głośność |
| 8        | Balance – wzajemna relacja poziomu generatorów |
| 9        | nie zdefiniowany |
| 10       | Pan – położenie w panoramie stereo |
| 11       | Expression – pedał ekspresyjny (barwa, natężenie dźwięku)                                                                                                 |
| 12, 13   | Effexts Control changes 1+2 (parametry efektów) |
| 14, 15   | nie zdefiniowany |
| 16-19    | Multifunction Control Changes 1-4 |
| 20-31    | nie zdefiniowany |
| 32-63    | „Precyzyjny” LSB (mniej znaczący bajt) kontrolerów od nr 0 do nr 31. Służą do powiększania rozdzielczości przesyłanych danych                             |
| 64       | Sustain pedal – pedał forte |
| 65       | Włącznik portamento |
| 66       | Sostenuto – pedał sostenuto |
| 67       | Soft pedal – pedał piano (una corda) |
| 68       | nie zdefiniowany |
| 69       | Hold 2 – drugi pedał forte |
| 70-79    | nie zdefiniowany |
| 80-83    | Multifunction control changes 5-8 (włączniki) |
| 84-90    | nie zdefiniowany |
| 91-95    | Wartość efektów 1 – 5 (różne efekty) |
| 96, 97   | Value change +/− – przyciski odpowiednio „+” i „-” |
| 98, 99   | Nie rejestrowane parametry LSB/MSB |
| 100, 101 | Rejestrowane parametry LSB/MSB |
| 102-119  | nie zdefiniowane |
| 120      | All sounds off – wyłącza wszystkie dźwięki |
| 121      | Reset all controllers – przywrócenie wartości początkowych, tzn. 0 wszystkim parametrom zmienionym przez kontrolery                                       |
| 122      | Local control on/off – włączenie/wyłączenie lokalnej kontroli instrumentu. Umożliwia odłączenie wbudowanej klawiatury od wewnętrznych generatorów dźwięku |
| 123      | All notes off – wyłącza wszystkie dźwięki |
| 124      | Omni off |
| 125      | Omni on |
| 126      | Mono on |
| 127      | Poly on |

## Wykorzystanie interfejsu MIDI do gier sieciowych w komputerach 8-bitowych

### Gry sieciowe na Atari
Na 8-bitowym Atari interfejs MIDI można wykorzystać do połączenia w sieć do 16 komputerów w celu np. sieciowej gry wieloosobowej (intefejs SIO-MIDI – gra „MIDI Maze”, sieć może również zawierać Atari ST).